# Сюй, Стефани
Стефани Энн Сюй (англ. Stephanie Ann Hsu; род. 15 ноября 1990, Торранс, Калифорния, Соединённые Штаты) — американская актриса, наиболее известна участием в театральной постановке «Be More Chill» (Кристин Канигула) и мюзикле «Губка Боб Квадратные Штаны» (Карен компьютер), а также ролями в сериалах «Удивительная миссис Мейзел» (с 2019 года), «Покерфейс» (2023) и фильме «Всё везде и сразу» (2022). За роль в последнем была номинирована на премии «Оскар», «Выбор критиков» и Гильдию киноактеров Америки в категории «Лучшая женская роль второго плана». Сюй является лауреаткой премии «Независимый дух» и двукратной обладательницей премии Гильдии киноактёров Америки.

## Биография
Сюй родилась в семье матери-одиночки из Торранса. Её бабушка по материнской линии переехала из Китая на Тайвань после прихода к власти коммунистов, вскоре иммигрировав с дочерью-подростком в Соединённые Штаты. Сюй окончила среднюю школу Палос-Вердес, после чего переехала в Бруклин, чтобы посвятить себя театру. В 2012 году окончила Школу искусств Тиш при Нью-Йоркском университете. Также обучалась в Atlantic Theater Company.
Начала карьеру с ролей в экспериментальном театре. С 2013 по 2015 год регулярно участвовала в реалити-шоу MTV Girl Code. В 2016 году получила первую постоянную роль в сериале «Путь».
Начиная с 2016 года играла персонажа Карен компьютер в театральной постановке «Губка Боб Квадратные Штаны». Годом позже дебютировала с этой ролью на Бродвее.
В тот же период придумала героиню Кристин Канигула для спектакля «Be More Chill» театра Two River Theater (Ред-Банк, штат Нью-Джерси). В 2019 году вернулась к этой роли в одноимённом бродвейском мюзикле (для Lyceum Theater), получив номинации на премии Lucille Lortel Awards и Drama Desk Award.
Начиная с 2019 году снимается в сериале «Удивительная миссис Мейзел». Где стала лауреатом премии SAG за «Лучший актёрский ансамбль в комедийном сериале». В 2020 году снялась в фильме «Прошу об этом» (англ. Asking for It).
В 2022 году сыграла Джой Вонг, дочь персонажа Мишель Йео, в научно-фантастической комедии «Всё везде и сразу». Премьера ленты состоялась на South by Southwest (SXSW), получив высокие оценки критиков. Сюй была номинирована на премию «Оскар» в категории «Лучшая женская роль второго плана». В апреле 2021 года было объявлено, что Сюй сыграет главную роль в следующем фильме Адель Лим. В 2023 году Сюй сыграла одного из центральных персонажей в комедийном сериале Райана Джонсона и Наташи Лионн «Покерфейс». Помимо этого, она вошла в актёрский состав сериала «Американец китайского происхождения», где вновь сыграет вместе с Йео и Куаном Ке Хюи.

## Фильмография
| Год          |    | Русское название                    | Оригинальное название                     | Роль                                                     |
| ------------ | -- | ----------------------------------- | ----------------------------------------- | -------------------------------------------------------- |
| 2010         | ф  | Четырёхликий лжец                   | The Four-Faced Liar                       | Патрон                                                   |
| 2013—2015    | с  | Код девушки                         | Girl Code                                 | в роли самой себя                                        |
| 2016         | с  | Несгибаемая Кимми Шмидт             | Unbreakable Kimmy Schmidt                 | протестующая (эпизод: «Kimmy Goes to a Play!»)           |
| 2016—2018    | с  | Путь                                | The Path                                  | Джой Армстронг (19 эпизодов)                             |
| 2018         | ф  | Подстава                            | Set It Up                                 | нервная ассистентка Эмбер                                |
| 2019 — н. в. | с  | Удивительная миссис Мейзел          | The Marvelous Mrs. Maisel                 | Мей Лин (начиная с 3-го сезона)                          |
| 2020         | ф  | Прошу об этом                       | Asking for It                             | Дженни                                                   |
| 2020—2021    | с  | Аквафина: Нора из Куинса            | Awkwafina Is Nora from Queens             | Шу Шу (2 эпизода)                                        |
| 2021         | ф  | Шан-Чи и легенда десяти колец       | Shang-Chi and the Legend of the Ten Rings | Су                                                       |
| 2022         | ф  | Всё везде и сразу                   | Everything Everywhere All at Once         | Джой Вонг / Джобу Тупаки                                 |
| 2022         | с  | Кунг-фу панда: Рыцарь дракона       | Kung Fu Panda: The Dragon Knight          | Жен (3 эпизода, озвучка)                                 |
| 2023         | с  | Покерфейс                           | Poker Face                                | Мортимер Бернштейн (эпизод: «Escape from Shit Mountain») |
| 2023         | с  | Американец китайского происхождения | American Born Chinese                     | Шиджи Няннян                                             |
| 2023         | мс | Голубоглазый самурай                | Blue Eye Samurai                          | Исэ (озвучка)                                            |
| 2023         | ф  | Недостатки                          | Shortcomings                              | Миссис Вонг (камео)                                      |
| 2023         | ф  | Безумная поездочка                  | Joy Ride                                  | Кэт                                                      |
| 2024         | ф  | Каскадёры                           | The Fall Guy                              | Альма Милан                                              |
| 2024         | мф | Дикий робот                         | The Wild Robot                            | Вонтра                                                   |
| 2024         | мс | Второй лучший госпиталь в галактике | The Second Best Hospital in the Galaxy    | доктор Спич                                              |